# Xitang Zhizang
Xitang Zhizang (chiń. 西堂智藏, pinyin Xītáng Zhìzàng; kor. 서당지장 Sŏdang Chijang; jap. Seidō Chizō; wiet. Tây Dường Trí Tạng; ur. 738, zm. 817) – chiński mistrz chan ze szkoły hongzhou, uczeń mistrza chan Mazu Daoyi. Jego koreańscy uczniowie wprowadzili nauki tej szkoły do Korei.

## Życiorys
Informacje o jego życiu są niezwykle skąpe i nie zapisano jego nauk.
Pochodził z Qianhua w dawnej prowincji Qian (dzisiejsza prow. Jiangxi). Jego rodzinne nazwisko to Liao. Już w młodości wyglądał niezwykle szlachetnie i ludzie nazywali go „asystentem Króla Dharmy” (służącym Buddy).
Do klasztoru wstąpił już w wieku 8 lat. Potem podróżował i ostatecznie w 750 r. został uczniem mistrza chan Mazu Daoyi. Mazu przebywał wtedy na górze Xili w Fuzhou. Następnie mistrz Mazu z całą grupą swoich uczniów przeniósł się na górę Gonggong położoną w rodzinnej prefekturze Xitanga. W wieku 23 lat, w roku 761, Xitang przyjął pełną mnisią ordynację. Przekaz Dharmy od mistrza Mazu otrzymał razem z Baizhangiem Huaihaiem.
Gdy w 20 lat później Mazu otrzymał zaproszenie do poprowadzenia klasztoru Kaiyuan w Hongzhou, pozostawił Xitanga na górze Gonggong, aby poprowadził klasztor. W ciągu kilku następnych lat Xitang stał się znanym i dobrze ustosunkowanym nauczycielem chanu. Wśród jego świeckich uczniów znajdowali się potężni lokalni urzędnicy, m.in. Li Jian i Qi Ying (748–795). Li został później uczniem Mazu i wspierał go po zostaniu gubernatorem prow. Jiangxi w 785 r. Obaj byli zaangażowani w zorganizowanie uroczystości pogrzebowych Mazu. Następcą Li na stanowisku gubernatora został po 791 r. Qi. Innym ważnym urzędnikiem był Li Bo (733–831), który był autorem steli nagrobnej Xitanga.
Po śmierci Mazu, mistrz Xitang stał się liderem monastycznej wspólnoty w klasztorze Kaiyuan. Prowadził ten klasztor przynajmniej przez kilka lat i inni uczniowie Mazu zwracali się do niego po rady i przewodnictwo.
O ostatnich 20 latach mistrza nie zachowały się właściwie żadne informacje.
8 dnia 4 miesiąca 817 r. mistrz zwołał uczniów na zgromadzenie i spokojnie zmarł. Prawdopodobnie stało się to, gdy mistrz przebywał na górze Gonggong.
W 824 r. cesarz Muzong (pan. 820–824) obdarzył go (po prośbie wystosowanej przez Li Bo) tytułem Dajue chanshi – mistrz chan Wielkiego Oświecenia. Jego stupa otrzymała nazwę Dabao guang (Wielkie Drogocenne Światło).
Występuje w gong’anie 73 z Biyan lu.

## Uczniowie
Xitang nie pozostawił uczniów, którzy zaznaczyli się w historii chanu w Chinach. Zapewne dlatego był pomijany przez historyków, a jego biografia napisana przez Wei Shou zaginęła.
Zasłużył się jednak niezmiernie w historii koreańskiego sŏnu. Trzy ze słynnych dziewięciu górskich szkół sŏn został założone przez jego koreańskich uczniów. Byli nimi Wŏnjŏk Toŭi (zm. 825) – prekursor szkoły kaji, Chinggak Hongch'ŏk (zm. 828?) – założyciel szkoły silsang i Chŏgin Hyech'ŏl (785–861) – założyciel szkoły tongni.

## Linia przekazu
Pierwsza liczba oznacza pokolenie od Bodhidharmy.
Druga liczba oznacza pokolenie od Linjiego Yixuana
Trzecia liczba oznacza początek nowej generacji w innym kraju
- 33/6. Huineng (638–713)
  - 34/7. Nanyue Huairang (677–744)
    - 35/8. Mazu Daoyi (709–788) szkoła hongzhou
      - 36/9. Panyun Zhushi (740–808)
      - 36/9. Guizong Zhichang (bd)
        - 37/10. Gao’an Dayu (bd)
          - 38/11. Weishan Lianran (bd)
          - 38/11. Moshan mniszka

      - 36/9. Baizhang Huaihai (720–814)
        - 37/10. Guishan Lingyou (771–853) szkoła guiyang
        - 37/1o. Huangbo Xiyun (zm. 850)
          - 38/11. Linji Yixuan (zm. 867) szkoła linji

      - 36/9. Nanquan Puyuan (748–835)
        - 37/10. Zhaozhou Congshen (778–897)
          - 38/11. Yanyang Shanzhao (bd) (Shanxin)

        - 37/10/1. Toyun (797–868) Korea. Szkoła saja

      - 36/9. Xitang Zhizang (738–817)
        - 37/10. Qianzhou
        - 37/10/1. Chinggak Hongch'ŏk (zm. 828?) Korea. Szkoła silsang
        - 37/10/1. Chŏgin Hyech'ŏl (785–861) Korea. Szkoła tongni
        - 37/10/1. Wŏnjŏk Toŭi (zm. 825) Korea. Szkoła kaji